# Elsa Schalck
Elsa Schalck est une avocate et femme politique française, née le 4 décembre 1986 à Strasbourg. Elle est élue sénatrice du Bas-Rhin le 27 septembre 2020.

## Biographie
Élue à la région Grand Est le 13 décembre 2015, elle occupait les fonctions de vice-présidente déléguée à la jeunesse, à l’orientation et à la démocratie territoriale jusqu’à sa démission le 23 décembre 2020 pour éviter un cumul des mandats à la suite de son élection comme sénatrice du Bas-Rhin le 27 septembre 2020.
Elsa Schalk est conseillère municipale de Strasbourg et élue à l’Eurométropole de Strasbourg  depuis mars 2014.